# L'idolo di Acapulco
L'idolo di Acapulco (Fun in Acapulco) è un film del 1963 diretto da Richard Thorpe ed interpretato da Elvis Presley e Ursula Andress.
A dispetto del titolo, eccetto qualche scena in esterni girata effettivamente ad Acapulco in Messico, le riprese del film furono quasi interamente effettuate a Hollywood in California. Elvis non andò mai ad Acapulco in tutta la sua vita.

## Trama
Mike Windgren è un ex acrobata di circo. A causa dello shock subito in seguito a un grave incidente che costò la vita al suo partner sulla scena, adesso soffre di vertigini e si arrangia a lavorare come marinaio su uno yacht ad Acapulco. La figlia del proprietario della barca, innamorata di lui, ne causa però il licenziamento. Un ragazzino di nome Raoul lo aiuta a trovare un nuovo lavoro come bagnino e cantante nel night dell'hotel locale. Lì conosce la bella Margarita, figlia del cuoco dell'albergo, e si invaghisce di lei. Il padre della ragazza la esorta a fidanzarsi con Mike per potere ottenere il visto di ingresso negli Stati Uniti. Nel frattempo Mike è però corteggiato anche dall'impulsiva torera Dolores. Moreno, campione di tuffi dalla scogliera di Acapulco, è innamorato anche lui di Margarita, e litigando con Mike, rimane ferito e non può più eseguire il programmato tuffo. Mike, per provare a se stesso e agli altri di non essere un codardo, prende il suo posto, tuffandosi dalla scogliera e vincendo così le sue paure.

## Colonna sonora
I brani del film: Fun In Acapulco; Vino, Dinero Y Amor (eseguita con i The Four Amigos); I Think I'm Gonna Like It Here (eseguita con i The Four Amigos); Mexico (eseguita con Larry Domasin); El Toro; Marguerita; The Bullfighter Was A Lady; (There's) No Room To Rhumba In A Sports Car; Bossa Nova Baby; You Can't Say No In Acapulco; Guadalajara.
Tutti i brani vennero pubblicati all'epoca sull'album Fun in Acapulco (LPM/LSP 2756), con l'aggiunta di due brani non dal film (Love Me Tonight e Slowly But Surely).
Venne anche realizzato il singolo Bossa Nova Baby (47-8243), accoppiato a Witchcraft (non dal film).
Nel 1993 la colonna sonora venne ristampata con i soli brani della pellicola; nel 2003 una nuova ristampa (serie Follow that Dream) con veste grafica originale includeva nuovamente i due brani extra dell'LP originale e 14 versioni alternative.
Nel 2019 venne realizzato "The Fun in Acapulco Sessions" (sempre per la Follow that Dream) in 3 CD, con tutti i brani originali e 63 versioni alternative.